# Campionati del mondo Ironman 70.3 del 2007
La gara valida per i Campionati del mondo Ironman 70.3 del 2007 si è svolta a Clearwater in Florida in data 10 novembre 2007. La competizione è stata sponsorizzata da Ford e organizzata dalla World Triathlon Corporation.
Tra gli uomini ha vinto lo statunitense Andy Potts, mentre tra le donne si è laureata campionessa del mondo ironman 70.3 l'australiana Mirinda Carfrae .
Si è trattata della 2ª edizione dei campionati mondiali di Ironman 70.3, che si tengono annualmente dal 2006.

## Ironman 70.3 - Risultati dei Campionati

### Uomini
| Pos. | Tempo   | Nome              | Paese         | Ripartizione tempi | Ripartizione tempi | Ripartizione tempi | Ripartizione tempi | Ripartizione tempi |
| Pos. | Tempo   | Nome              | Paese         | Nuoto              | T1                 | Bici               | T2                 | Corsa              |
| ---- | ------- | ----------------- | ------------- | ------------------ | ------------------ | ------------------ | ------------------ | ------------------ |
|      | 3:42:33 | Andy Potts        | Stati Uniti   | 22:57              | 1:13               | 2:04:29            | 1:47               | 1:11:33            |
|      | 3:42:37 | Oscar Galindez    | Argentina     | 25:07              | 1:20               | 2:00:28            | 1:59               | 1:13:02            |
|      | 3:43:11 | Andrew Johns      | Svizzera      | 23:30              | 1:15               | 2:04:11            | 1:36               | 1:12:05            |
| 4    | 3:44:10 | Craig Alexander   | Australia     | 23:30              | 1:15               | 2:04:05            | 1:39               | 1:13:05            |
| 5    | 3:45:05 | Richie Cunningham | Stati Uniti   | 23:18              | 1:14               | 2:04:23            | 1:47               | 1:13:51            |
| 6    | 3:46:03 | Stephan Bignet    | Francia       | 23:10              | 1:14               | 2:04:19            | 1:51               | 1:14:43            |
| 7    | 3:49:03 | Fraser Cartmell   | Regno Unito   | 23:09              | 1:14               | 2:04:29            | 2:19               | 1:17:16            |
| 8    | 3:49:39 | TJ Tollakson      | Stati Uniti   | 24:27              | 1:18               | 2:02:55            | 1:51               | 1:18:23            |
| 9    | 3:50:10 | Terenzo Bozzone   | Nuova Zelanda | 23:08              | 1:14               | 2:02:51            | 1:37               | 1:20:45            |
| 10   | 3:51:45 | Santiago Ascenco  | Brasile       | 25:23              | 1:21               | 2:08:27            | 1:35               | 1:14:25            |

### Donne
| Pos. | Tempo   | Nome              | Paese       | Ripartizione tempi | Ripartizione tempi | Ripartizione tempi | Ripartizione tempi | Ripartizione tempi |
| Pos. | Tempo   | Nome              | Paese       | Nuoto              | T1                 | Bici               | T2                 | Corsa              |
| ---- | ------- | ----------------- | ----------- | ------------------ | ------------------ | ------------------ | ------------------ | ------------------ |
|      | 4:07:25 | Mirinda Carfrae   | Australia   | 26:33              | 1:24               | 2:18:33            | 1:39               | 1:18:41            |
|      | 4:11:29 | Samantha McGlone  | Stati Uniti | 27:46              | 1:28               | 2:19:00            | 1:54               | 1:20:52            |
|      | 4:12:29 | Leanda Cave       | Regno Unito | 25:16              | 1:20               | 2:17:13            | 1:59               | 1:25:55            |
| 4    | 4:12:53 | Julie Dibens      | Regno Unito | 24:45              | 1:19               | 2:13:17            | 1:49               | 1:30:56            |
| 5    | 4:14:40 | Catriona Morrison | Regno Unito | 27:46              | 1:28               | 2:17:21            | 1:56               | 1:25:30            |
| 6    | 4:16:35 | Sibylle Matter    | Svizzera    | 26:06              | 1:23               | 2:18:51            | 1:59               | 1:27:26            |
| 7    | 4:16:59 | Becky Lavelle     | Stati Uniti | 25:23              | 1:21               | 2:17:07            | 1:58               | 1:30:32            |
| 8    | 4:18:20 | Kate Major        | Australia   | 28:58              | 1:32               | 2:20:47            | 1:46               | 1:24:32            |
| 9    | 4:18:31 | Monika Lehmann    | Svizzera    | 29:21              | 1:33               | 2:18:55            | 2:06               | 1:25:35            |
| 10   | 4:19:08 | Patric Thomschke  | Germania    | 33:02              | 1:45               | 2:12:10            | 2:09               | 1:28:05            |

## Ironman 70.3 - Risultati della serie
Le gare di qualifica al Campionato del mondo Ironman 70.3 si sono svolte nei 12 mesi che precedono tale evento.

### Uomini
| Evento          | Oro                 | Tempo   | Argento              | Tempo   | Bronzo               | Tempo   |
| Australia       | Torbjørn Sindballe  | 4:03:31 | Jason Shortis        | 4:05:23 | Joshua Rix           | 4:06:45 |
| Clearwater      | Craig Alexander     | 3:45:37 | Simon Lessing        | 3:47:25 | Richie Cunningham    | 3:49:17 |
| California      | Andy Potts          | 3:59:59 | Jens Koefoed         | 4:03:43 | Elliot Lewis         | 4:03:53 |
| St. Croix       | Craig Alexander     | 4:04:52 | Richie Cunningham    | 4:08:56 | Chris McCormack      | 4:09:51 |
| Florida         | Craig Alexander     | 3:50:27 | Simon Lessing        | 3:53:47 | Luke Bell            | 3:54:18 |
| Austria         | Michael Göhner      | 3:54:49 | Gerrit Schellens     | 4:00:05 | Hans Mühlbauer       | 4:00:13 |
| Hawaii          | Chris McCormack     | 3:57:18 | Patrick Vernay       | 4:01:59 | Timothy Marr         | 4:11:08 |
| Switzerland     | Ronnie Schildknecht | 3:46:39 | Christoph Mauch      | 3:51:23 | Jimmy Johnsen        | 3:52:16 |
| Eagleman        | TJ Tollakson        | 3:46:28 | Richie Cunningham    | 3:52:48 | Viktor Zyemtsev      | 3:54:06 |
| Baja            | Chris McCormack     | 3:53:53 | Craig Walton         | 3:54:38 | Luke McKenzie        | 3:58:43 |
| UK              | Fraser Cartmell     | 4:24:32 | James Gilfillan      | 4:26:12 | Paul Ambrose         | 4:26:36 |
| Buffalo Springs | Chris Leigh         | 3:55:03 | Paul Matthews        | 3:57:53 | Tim DeBoom           | 3:58:24 |
| Lake Stevens    | Chris Leigh         | 3:56:26 | Paul Matthews        | 3:57:08 | Luke Mckenzie        | 4,10625 |
| Vineman         | Craig Alexander     | 3:50:49 | Luke Bell            | 3:51:01 | TJ Tollakson         | 3:53:02 |
| Newfoundland    | Craig Alexander     | 3:58:26 | Richie Cunningham    | 3:58:54 | Marcel Vifian        | 4:03:38 |
| Steelhead       | Guembel Wolfgang    | 4:04:42 | Jason Glowney        | 4:13:59 | Eric Fernando        | 4:14:55 |
| Antwerp         | Marino Vanhoenacker | 3:50:06 | Andrew Johns         | 3:57:29 | Stijn Demeulemeester | 4:00:29 |
| Germany         | Stéphan Bignet      | 4:06:53 | Alessandro Degasperi | 4:11:04 | Nils Goerke)         | 4:13:59 |
| Timberman       | Simon Lessing       | 4:00:00 | Björn Andersson      | 4:02:52 | Michael Lovato       | 4:05:59 |
| Singapore       | Reinaldo Colucci    | 3:49:59 | Ronnie Schildknecht  | 3:50:39 | Stephen Bayliss      | 3:54:37 |
| Monaco          | Marcel Zamora Pérez | 4:14:14 | Paul Amey            | 4:16:06 | Nicolas Lebrun       | 4:16:32 |
| Brazil          | Paulo Miyasiro      | 4:06:34 | Santiago Ascenço     | 4:09:07 | Henrique Siqueira    | 4:09:53 |
| Cancún          | Oscar Galíndez      | 3:49:10 | David Thompson       | 3:51:19 | Luke McKenzie        | 3:51:49 |

### Donne
| Evento          | Oro                  | Tempo   | Argento            | Tempo   | Bronzo               | Tempo   |
| Australia       | Belinda Granger      | 4:35:55 | Lisa Marangon      | 4:36:26 | Angela Sharp         | 4:40:00 |
| Clearwater      | Samantha McGlone     | 4:12:58 | Lisa Bentley       | 4:14:30 | Mirinda Carfrae      | 4:16:44 |
| California      | Kate Major           | 4:26:15 | Dede Griesbauer    | 4:31:46 | Becky Lavelle        | 4:33:03 |
| St. Croix       | Julie Dibens         | 4:29:11 | Catriona Morrison  | 4:33:09 | Samantha McGlone     | 4:39:52 |
| Florida         | Katja Schumacher     | 4:28:28 | Karen Smyers       | 4:34:06 | Tine Deckers         | 4:36:31 |
| Austria         | Erika Csomor         | 4:24:39 | Charlotte Kolters  | 4:28:00 | Edith Niederfriniger | 4:31:26 |
| Hawaii          | Samantha McGlone     | 4:31:42 | Michellie Jones    | 4:33:08 | Bree Wee             | 4:47:08 |
| Switzerland     | Nicola Spirig        | 4:15:33 | Cornelia Elmer     | 4:18:12 | Karin Thürig         | 4:19:57 |
| Eagleman        | Karen Laface         | 4:06:53 | Natascha Badmann   | 4:08:17 | Mirinda Carfrae      | 4:13:18 |
| Baja            | Linsey Corbin        | 4:32:35 | Justine Whipple    | 4:34:12 | Lara Brown           | 4:43:50 |
| UK              | Julie Dibens         | 4:49:28 | Katja Schumacher   | 4:57:09 | Michelle Lee         | 4:59:23 |
| Buffalo Springs | Natascha Badmann     | 4:19:07 | Mirinda Carfrae    | 4:20:10 | Rebekah Keat         | 4:28:08 |
| Lake Stevens    | Rebekah Keat         | 4:28:05 | Melissa Ashton     | 4:31:11 | Heather Gollnick     | 4:34:02 |
| Vineman         | Samantha McGlone     | 4:16:36 | Michellie Jones    | 4:21:29 | Melissa Ashton       | 4:24:12 |
| Newfoundland    | Melissa Ashton       | 4:32:22 | Magali Tisseyre    | 4:39:50 | Nicole Guembel       | 4:51:30 |
| Steelhead       | Andrea Fisher        | 4:35:05 | Tara Norton        | 4:40:24 | Elizabeth Fedofsky   | 4:40:54 |
| Antwerp         | Rebecca Preston      | 4:19:14 | Yvonne van Vlerken | 4:21:28 | Cora Vlot            | 4:29:34 |
| Germany         | Virginia Berasategui | 4:44:29 | Wenke Kujala       | 4:47:27 | Andrea Brede         | 4:48:54 |
| Timberman       | Desiree Ficker       | 4:25:54 | Kate Major         | 4:28:48 | Dede Griesbauer      | 4:41:11 |
| Singapore       | Belinda Granger      | 4:11:23 | Mirinda Carfrae    | 4:17:17 | Chrissie Wellington  | 4:19:18 |
| Monaco          | Alexandra Louison    | 4:49:43 | Sibylle Matter     | 4:51:30 | Christel Robin       | 4:52:46 |
| Brazil          | Carla Moreno         | 4:38:13 | Fernanda Keller    | 4:42:50 | Ana Lídia Borba      | 4:48:56 |
| Cancún          | Tyler Stewart        | 4:26:37 | Abigail Bayley     | 4:33:51 | Laura Tingle         | 4:40:23 |

## La serie
La serie di gare di Ironman 70.3 del 2007 consta di 22 competizioni che hanno dato la qualifica ai Campionati del mondo di Ironman 70.3. Alcune tra queste gare hanno fornito la qualifica anche all'Ironman Hawaii.
| Data              | Evento                               | Località                                                 |
| ----------------- | ------------------------------------ | -------------------------------------------------------- |
| 5 novembre 2006   | Australia Ironman 70.3               | Geelong, Australia                                       |
| 11 novembre 2006  | Ford Ironman World Championship 70.3 | Clearwater, Stati Uniti d'America                        |
| 31 marzo 2007     | Ford Ironman 70.3 California         | Oceanside (California), Stati Uniti d'America            |
| 6 maggio 2007     | St. Croix Ironman 70.3               | Saint Croix, Isole Vergini Americane                     |
| 21 maggio 2007    | Ironman 70.3 Florida                 | Orlando, Stati Uniti d'America                           |
| 2 giugno 2007     | Ironman 70.3 Austria                 | Sankt Pölten, Austria                                    |
| 2 giugno 2007     | Ironman 70.3 Hawaii                  | Kohala, Isola di Hawaii, Stati Uniti d'America           |
| 3 giugno 2007     | Ironman 70.3 Switzerland             | Rapperswil-Jona, Svizzera                                |
| 10 giugno 2007    | Eagleman Ironman 70.3                | Cambridge, Maryland, Stati Uniti d'America               |
| 10 giugno 2007    | Baja Ironman 70.3                    | Ensenada, Baja, Messico                                  |
| 17 giugno 2007    | U.K. Ironman 70.3                    | Wimbleball, Regno Unito                                  |
| 24 giugno 2007    | Ironman 70.3 Buffalo Springs Lake    | Lubbock, Texas, Stati Uniti d'America                    |
| 6 luglio 2008     | Barclays North Ironman 70.3          | Lake Stevens, Stato di Washington, Stati Uniti d'America |
| 22 luglio 2007    | Vineman Ironman 70.3                 | Contea di Sonoma, Stati Uniti d'America                  |
| 29 luglio 2007    | Newfoundland Ironman 70.3            | Corner Brook, Terranova, Canada                          |
| 4 agosto 2007     | Whirlpool Ironman 70.3 Steelhead     | Benton Harbor, Michigan, Stati Uniti d'America           |
| 5 agosto 2007     | Antwerp Ironman 70.3                 | Anversa, Belgio                                          |
| 19 agosto 2007    | Ironman 70.3 Germany                 | Wiesbaden, Germania                                      |
| 19 agosto 2007    | Timberman Ironman 70.3               | Gilford, Stati Uniti d'America                           |
| 2 settembre 2007  | Ironman 70.3 Singapore               | Singapore                                                |
| 2 settembre 2007  | Monaco Ironman 70.3                  | Principato di Monaco                                     |
| 16 settembre 2007 | Ironman 70.3 Brazil                  | Penha, Santa Catarina, Brasile                           |
| 23 settembre 2007 | Cancun Ironman 70.3                  | Cancún, Messico                                          |

## Medagliere competizioni
| Pos. | Paese           | Oro | Argento | Bronzo |    |
| ---- | --------------- | --- | ------- | ------ | -- |
| 1    | Australia       | 13  | 15      | 12     | 40 |
| 2    | Stati Uniti     | 9   | 5       | 15     | 29 |
| 3    | Regno Unito     | 4   | 6       | 3      | 13 |
| 4    | Canada          | 4   | 3       | 2      | 9  |
| 5    | Svizzera        | 3   | 6       | 1      | 10 |
| 6    | Brasile         | 3   | 2       | 2      | 7  |
| 7    | Germania        | 2   | 2       | 3      | 7  |
| 8    | Francia         | 2   | 0       | 2      | 4  |
| 9    | Spagna          | 2   | 0       | 0      | 2  |
| 10   | Danimarca       | 1   | 2       | 1      | 4  |
| 11   | Belgio          | 1   | 1       | 2      | 4  |
| 12   | Argentina       | 1   | 0       | 0      | 1  |
| 13   | Ungheria        | 1   | 0       | 0      | 1  |
| 14   | Italia          | 0   | 1       | 1      | 2  |
| 15   | Paesi Bassi     | 0   | 1       | 1      | 2  |
| 16   | Nuova Caledonia | 0   | 1       | 0      | 1  |
| 17   | Svezia          | 0   | 1       | 0      | 1  |
| 18   | Ucraina         | 0   | 0       | 1      | 1  |